# Porchfield
Porchfield est un village situé en Angleterre (Royaume-Uni), sur l'Île de Wight, et entre les communes de Cowes et Yarmouth, à 7 kilomètres au sud-ouest de Cowes, au nord-ouest de l'île.